# Karl Hultström

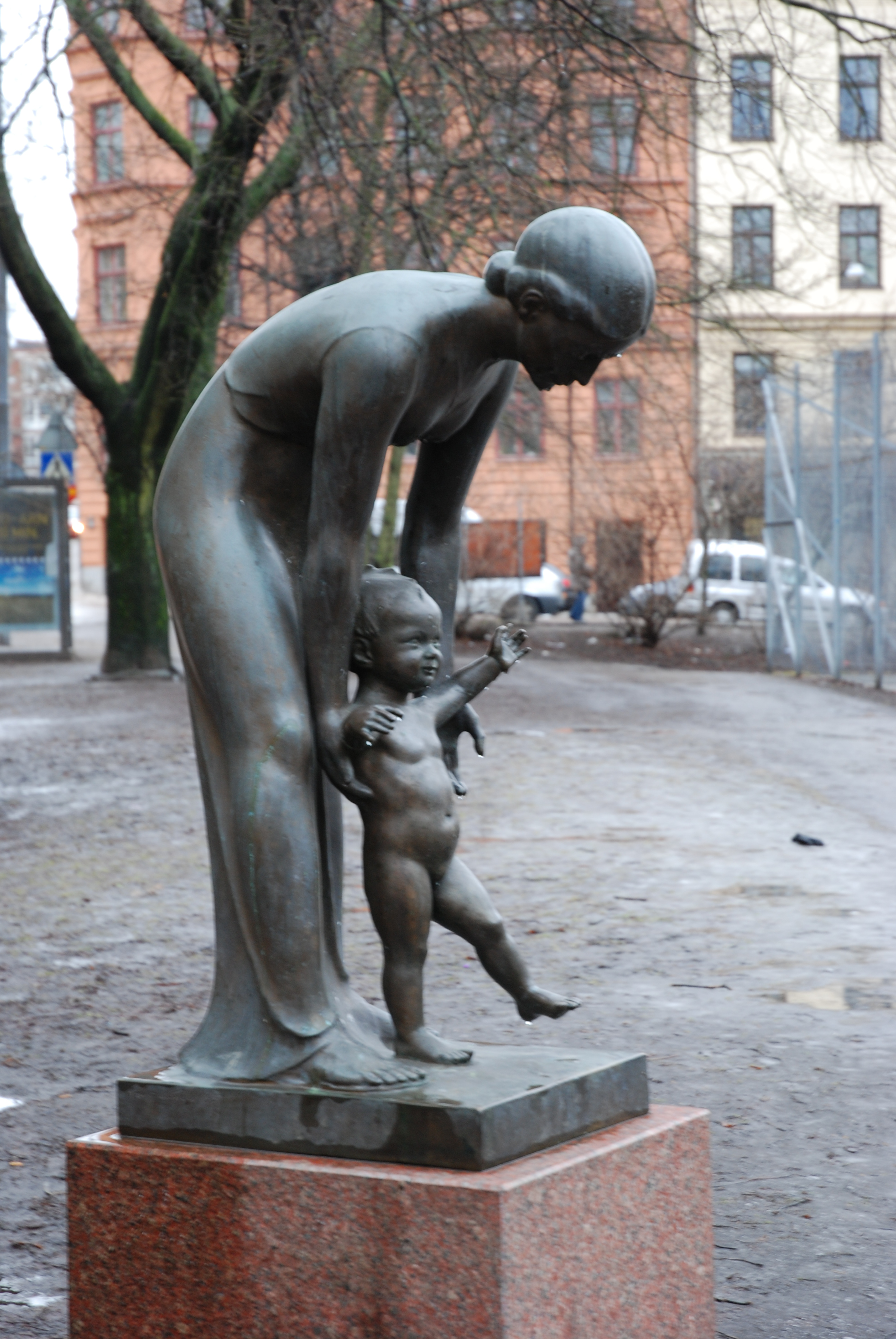
De första stegen (1932), brons, S:t Paulsgatan i Stockholm.

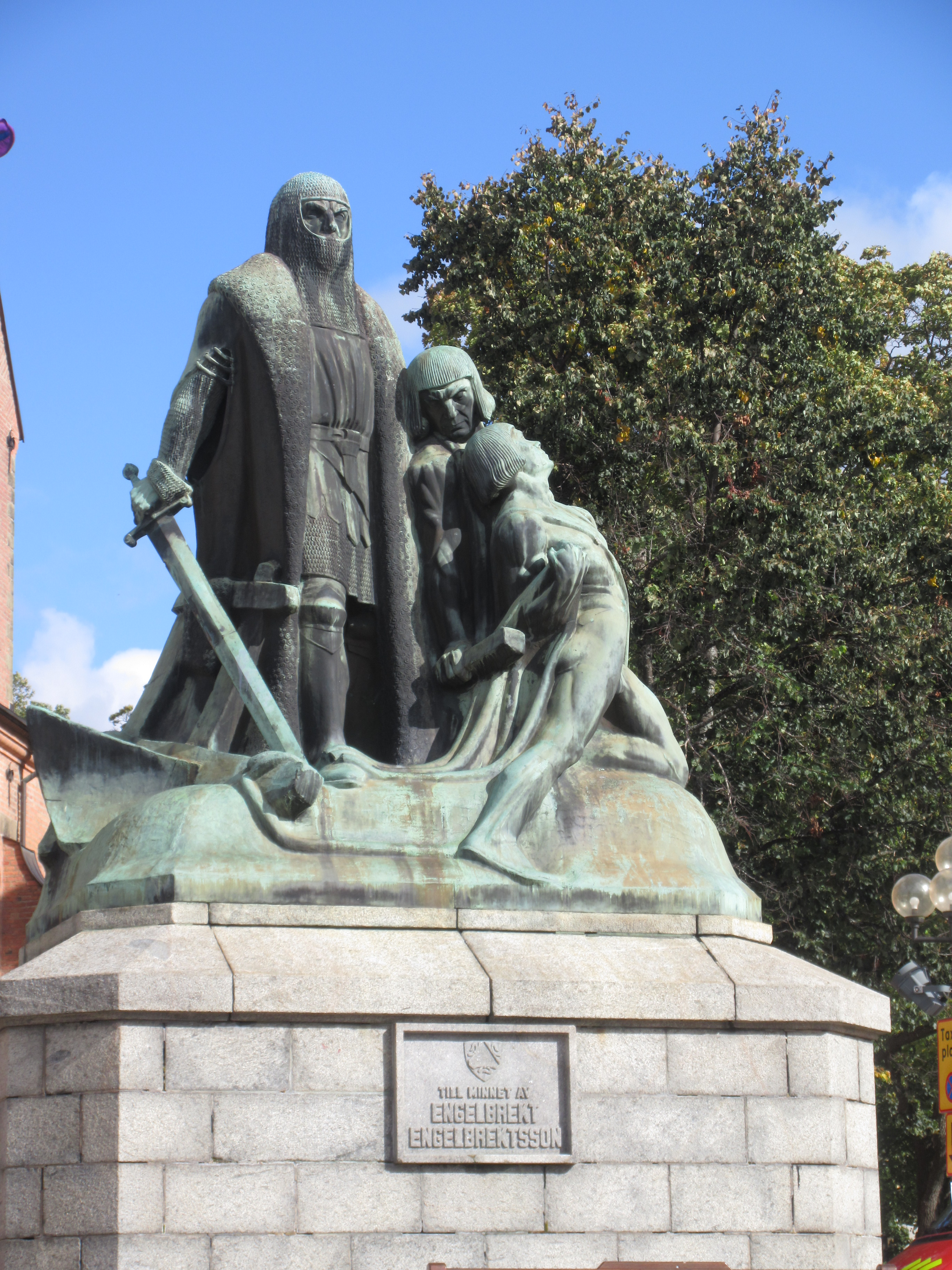
Engelbrektsmonumentet i utanför Kristine kyrka i Falun.

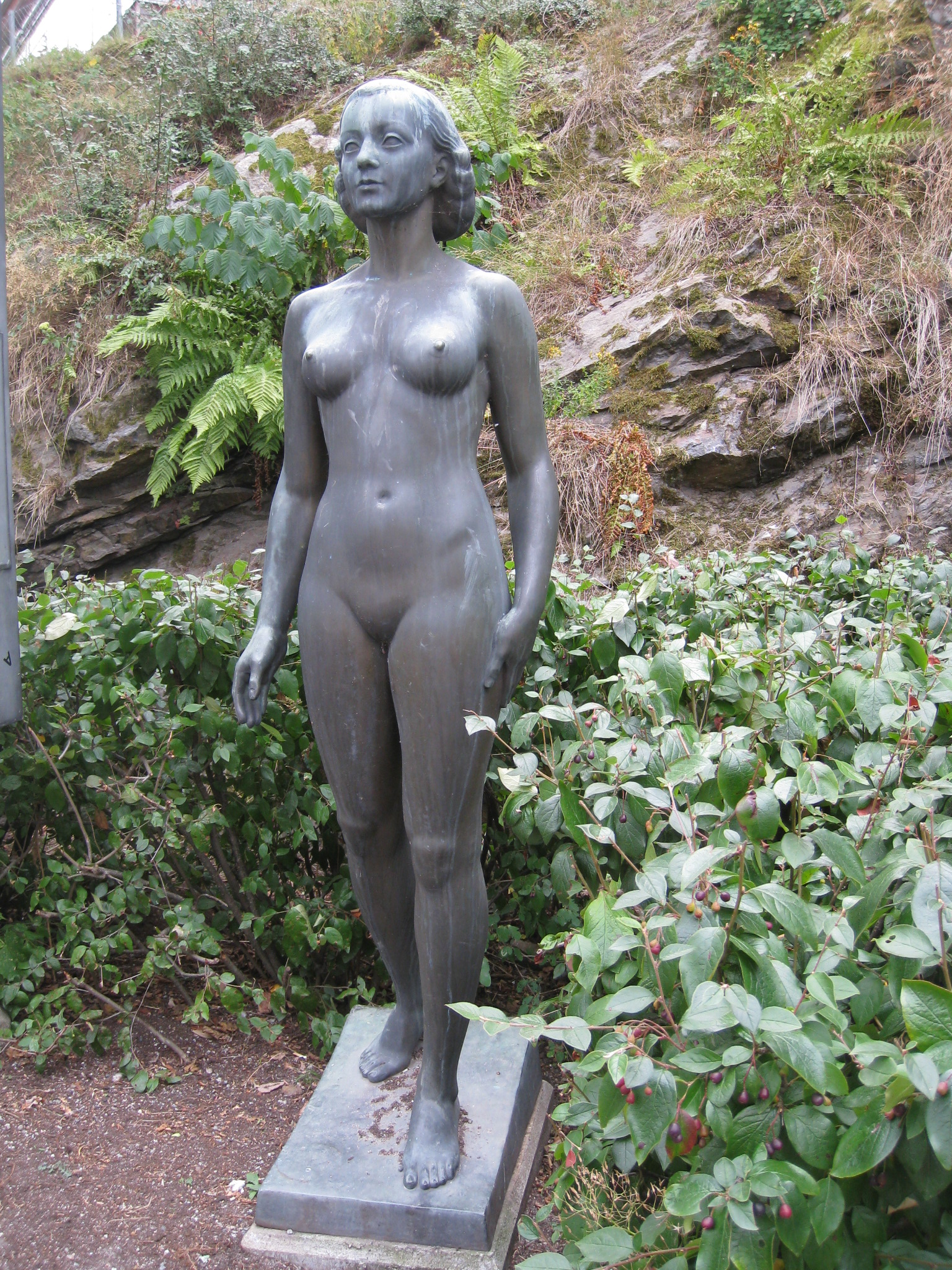
Skulptur Kvinna i brons vid Alviks Terrass, Gustavslundsvägen 149A i Alviks strand, Bromma, i planteringen, framför huset med Bromma stadsdelsförvaltning.

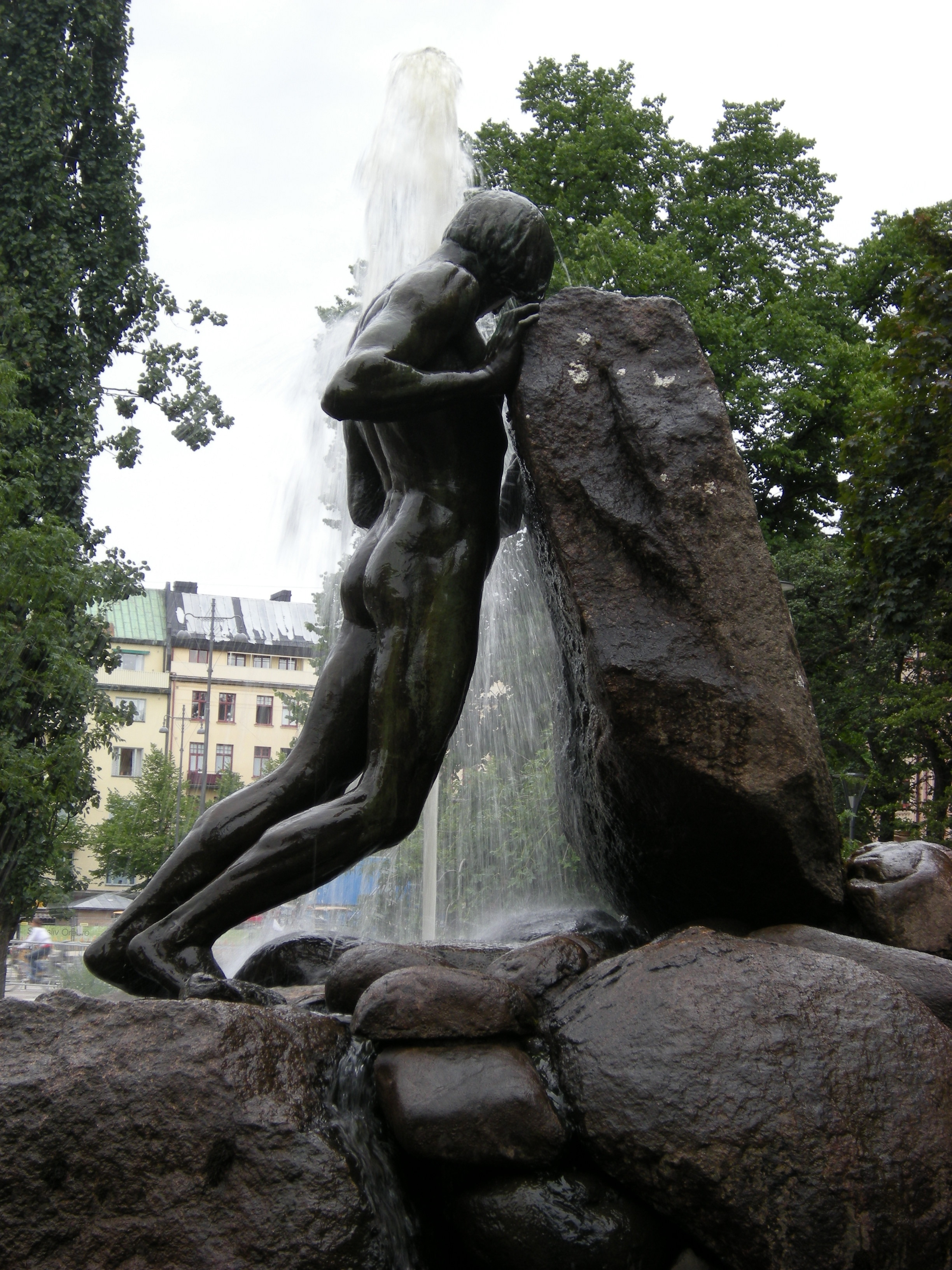
Befriaren i Henry Allards park i Örebro.

Gustav Adolf Karl Mauritz Hultström, född 9 juli 1884 på Kungsholmen i Stockholm, död 13 januari 1973, var en svensk skulptör, grafiker, illustratör och medaljgravör.

## Biografi
Karl Hultström var son till handlanden Gustaf Hultström och hans maka Maria Westin. Han började sin karriär som journalist. Hultström utbildades på Althins målarskola och Konstakademien i Stockholm under åren 1906–1910. På Konstakademien utbildade sig Hultström i etsning och han var bland annat elev vid Axel Tallbergs Etsningsskola, där Axel Tallberg själv fungerade som lärare i den Tallbergska etsningskursen. Karl Hultström arbetade i en äldre skulpturtradition med jugendlik klassicism. Efter akademitiden gjorde Hultström studieresor till Danmark, Tyskland och Italien.
I slutet av 1910-talet träffade Hultström sin blivande hustru, Anna Naemi Alsterlind. I juli 1920 gifte de sig och bosatte sig på Kornhamnstorg 49 i Stockholm. Karl Hultström avled 13 januari 1973 och hans hustru Naemi avled 11 maj samma år.

## Konstnärskarriären
Som konstnär arbetade Karl Hultström främst som skulptör. Han arbetade i terrakotta, keramik, gips, trä, granit och betong. Han gjorde allt från stora skulpturer och monument, till medaljgravyrer, statyetter, lampfötter och reliefer. Bland hans kända bronsskulpturer är Folkvisan, Kärleksdrycken, Fredlös, Engelbrektsmonumentet i Falun, som han modellerade 1919, monument över John Bauer i Jönköping, fontängruppen Befriaren i Örebro, samt fontänen S:t Kristoffer i Stockholm. Har dessutom gjort dekorativa reliefer, porträttbyster,av prins Carl och Gustaf Cederström. Hultström graverade även medaljer. Han illustrerade sagor skrivna av Ingeborg Sundström och var formgivare för den keramiska fabriken Bo fajans, eller Bobergs Fajansfabrik AB i Gävle. Hans keramiska föremål signerades Karl Hultström. 
Hultström ritade också ett antal silverobjekt under 20- och 30-talet för Guldsmedsaktiebolaget GAB.  Det mest kända och mest sålda av dessa objekt är askfatet Vindarnas Lek som ibland felaktigt attribueras till Carl Milles.  
På Norra begravningsplatsen i Stockholm har han även utfört några gravvårdsreliefer.

## Utställningar
Karl Hultström genomförde flera separata utställningar, bland annat på Liljevalchs Konsthall i Stockholm, Konstnärshuset samt på Svenska konstnärernas förening i Wien. Dessutom deltog han vid ett stort antal samlingsutställningar både i Sverige och utomlands.

## Representerad
- Statens porträttsamling på Gripsholms slott, ett huvud i brons, som föreställer John Bauer
- Nationalmuseum[9] i Stockholm
- Moderna museet[10] i Stockholm
- Sörmlands museum i Nyköping
- Västmanlands läns museum, Västerås (Västerås museum)
- Kunsthistorisches Museum i Wien[6][8]

## Engelbrektsmonumentet
Karl Hultströms huvudverk är hans Engelbrektsmonument i Falun. Det tillkom efter en tävling 1902, som vanns av Christian Eriksson med förslaget Bågspännaren. Denna skulpturskiss omarbetades till en fullt färdig modell 1909, men väckte då protester hos Faluns politiker som alltför modern. Slutligen valdes i stället den yngre och mindre kände Karl Hultströms mer traditionella monumentala och tyngre förslag till skulptur. Bågspännaren kom i stället efter en insamlingsaktion av Föreningen för Stockholms prydande med konstverk till utförande 1916 på Kornhamnstorg i Stockholm, medan Karl Hultströms Engelbrektsmonument i Falun inte invigdes förrän 1919.

## Offentliga verk i urval
- Befriaren (1914), Henry Allards Park i Örebro.
- Engelbrektsmonumentet (1919), torget i Falun.
- Minnesplatta (1920), brons, fasaden till Carl Larssons födelsehem, Prästgatan 78 i Stockholm.
- John Bauer-monumentet (1931), granit, Stadsparken i Jönköping.
- Kristoforos, Kristusbäraren, fontänskulptur (1935), granit, vid Katarina församlingshem i Stockholm.[13]
- De första stegen (1942), brons, utanför Södermalmsskolan, S:t Paulsgatan 26 i Stockholm.
- Skulptur Kvinna i brons vid Alviks Terrass, Gustavslundsvägen 149A i Alviks strand, Bromma, i planteringen, framför huset med Bromma stadsdelsförvaltning.

### Tryckta källor

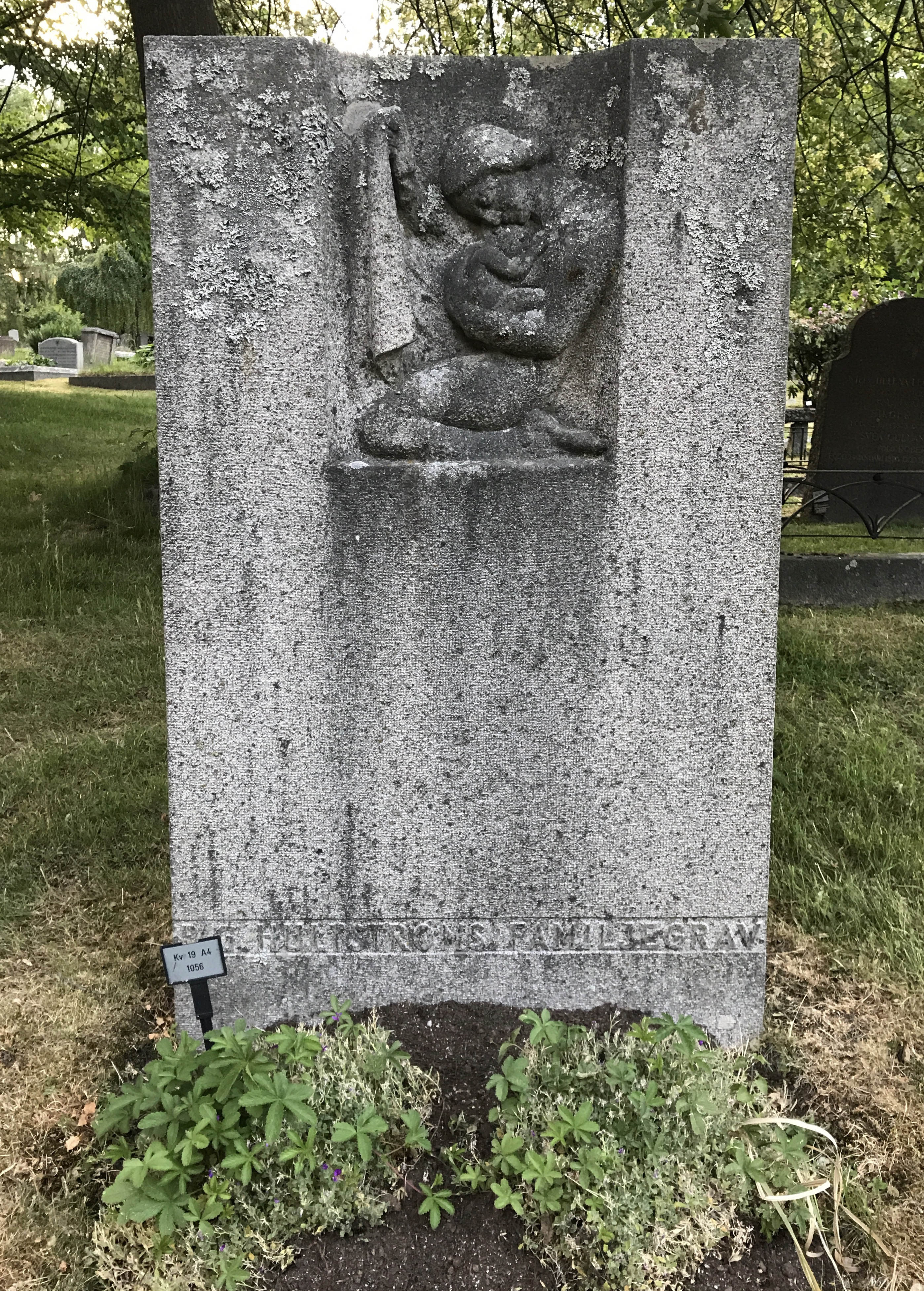
Karl Hultströms grav på Norra begravningsplatsen.